# Donnée (informatique)
Pour les articles homonymes, voir Donnée.
 (juin 2012).
Si vous disposez d'ouvrages ou d'articles de référence ou si vous connaissez des sites web de qualité traitant du thème abordé ici, merci de compléter l'article en donnant les références utiles à sa vérifiabilité et en les liant à la section « Notes et références ».

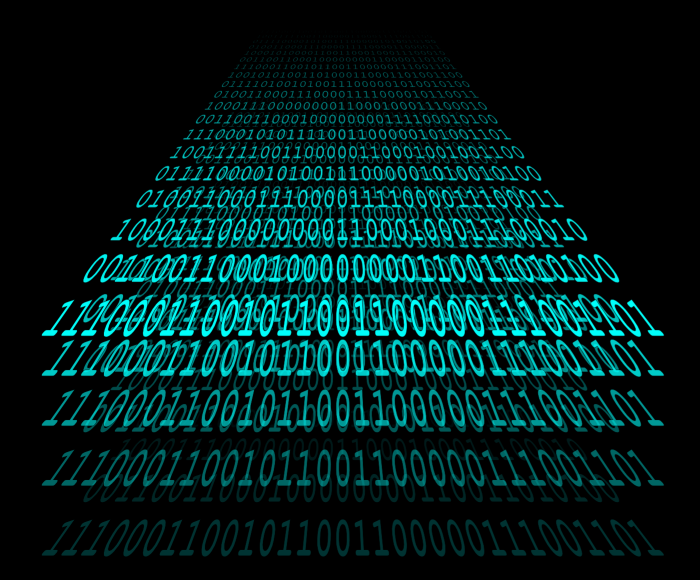
Donnée en binaire.

En informatique, une donnée est la représentation d'une information dans un programme : soit dans le texte du programme (code source), soit en mémoire durant l'exécution. Les données, souvent codées, décrivent les éléments du logiciel tels qu'une entité (chose), une interaction, une transaction, un évènement, un sous-système, etc.
Les données peuvent être conservées et classées sous différentes formes : textuelles (chaîne), numériques, images, sons, etc. Les données variables qui font la souplesse d'un programme sont généralement lues depuis un appareil d'entrée utilisateur (clavier, souris…), un fichier, ou en réseau. Le processus d'enregistrement des données dans une mémoire s'appelle la mémorisation.

## Principe de la séparation des données et des traitements
Les données sont, avec les traitements, l'un des deux piliers sur lesquels repose toute méthode en informatique.
Les bonnes pratiques recommandent une indépendance stricte entre les données et les traitements. Ce principe vise à ménager et à faciliter les évolutions futures des applications : De la sorte toute modification ou refonte des données n'impacte pas ou très peu le domaine des traitements, et réciproquement.

## L'enjeu: les données de référence
Les données ont une importance fondamentale dans tous les domaines  :
- dans les statistiques des systèmes gouvernementaux et des États (finances, etc.), dans les comptabilités nationales ;
- en intelligence économique, pour l'analyse forces-faiblesses / opportunités-menaces (SWOT) ;
- dans les comptabilités des entreprises (comptes) ;
- dans les applications en amont de la comptabilité, progiciels ou applications d'ingénierie des connaissances (données clients, produits, services essentiellement).

Les données principales ou données de référence (métadonnées) permettent aux maîtrises d'ouvrage au niveau des gouvernements comme dans les entreprises :
- de dialoguer avec les décideurs pour définir les exigences ;
- de construire les analyses en appui des décisions, en vue de l'alignement stratégique du système d'information ;
- de dialoguer avec les maîtrises d'œuvre.

Les données de référence sont décrites dans des dictionnaires de données, vocabulaire commun des organisations et outil de dialogue entre maîtrise d'ouvrage et maîtrise d'œuvre.
Toute démarche d'évaluation du patrimoine informationnel des entreprises (capital immatériel) s'appuie non seulement sur le portefeuille d'applications, mais aussi et surtout sur un référentiel de données fiables et auditables (rapport de 2006 du CIGREF sur le capital immatériel).

## Structuration des données
Les données peuvent être distinguées en fonction des critères suivants :
- leur caractère structuré ou non :
  - une base de données orientée objet est un ensemble de données structurées.
  - les documents, images, sons, ne sont pas a priori structurés du point de vue du système d'information (ils ont leur structure propre).
- leur place dans la hiérarchie ; on peut trouver :
  - des données élémentaires : bits, propriétés d'entités (objet (informatique)s ou relations),
  - des métadonnées.

La structuration des données joue un rôle clé dans la sécurité informatique, notamment dans la gestion des certificats électroniques. Les principales données impliquées dans les certificats sont les critères communs et les tiers de confiance.

### Organisation de la gestion des données
Les données doivent impérativement être répertoriées, organisées et documentées de manière à être aisément (re-)trouvées et manipulées par tous les utilisateurs potentiels et par la communauté de développeurs.
D'un point de vue fonctionnel, les personnes responsables de donner une image des données du système d'information d'une façon plus ou moins macroscopique dans les entreprises sont les urbanistes de systèmes d'information et les architectes de données (en anglais : data architect).
D'un point de vue technique, les personnes chargées d'organiser les données de l'entreprise sont les administrateurs de bases de données (en anglais : DBA pour Database administrator).

### Support et stockage des données
Les données doivent être stockées sur un support qui garantisse le meilleur usage que l'on puisse en faire (consultation, archivage...).
La problématique du stockage des données informatiques est beaucoup plus complexe que le stockage des données sur support papier. Ainsi, ce que l'on appelle quelquefois de façon impropre la « dématérialisation » ne simplifie pas toujours la problématique de l'accessibilité aux informations. On peut faire face à des problèmes de compatibilité de fichiers ou de bases de données.
La recherche du meilleur support d'information constitue l'un des éléments clés de la gestion de contenu.

## Sécurisation des données
Le développement des systèmes d'information contemporains nécessite l'emploi de grandes quantités de données.
Une attention toute particulière doit être accordée aux métadonnées, qui constituent l'ossature des systèmes d'information, et sur lesquelles repose la cohérence des couches applicative et cognitive (ingénierie des connaissances) du système d'information de l'organisation.
En sécurité des systèmes d'information, les métadonnées sont les données sur lesquelles on s'appuie pour la gestion de la preuve.
La mise en œuvre des normes comptables IAS/IFRS comporte une dimension de sécurité des données sur la protection des actifs incorporels.
Protéger le patrimoine informationnel nécessite de faire l'inventaire des données constituant le capital immatériel de l'organisation. Il y a plusieurs dimensions :
- une dimension microéconomique : on doit faire l'inventaire des données constituant les actifs matériels et immatériels des entreprises, des administrations, et des collectivités locales qui manipulent ces données.
- une dimension macroéconomique : on doit définir et appliquer des normes et décrire des modèles économétriques,
- une dimension mathématique : afin de traiter la grande quantité de données, on doit s'appuyer sur des méthodes statistiques, afin de croiser différents types de données, selon les critères définis.